# Urtjujauratj (Jokkmokks socken, Lappland, 740331-170585)
Urtjujauratj är en sjö i Jokkmokks kommun i Lappland och ingår i Luleälvens huvudavrinningsområde. Sjön har en area på 0,0573 kvadratkilometer och ligger 320,2 meter över havet.

## Delavrinningsområde
Urtjujauratj ingår i det delavrinningsområde (740489-170493) som SMHI kallar för Utloppet av Urtjujauratj. Medelhöjden är 347 meter över havet och ytan är 7,7 kvadratkilometer. Det finns inga avrinningsområden uppströms utan avrinningsområdet är högsta punkten. Vattendraget som avvattnar avrinningsområdet har biflödesordning 3, vilket innebär att vattnet flödar genom totalt 3 vattendrag innan det når havet efter 161 kilometer. Avrinningsområdet består mestadels av skog (75 procent) och sankmarker (19 procent). Avrinningsområdet har 0,06 kvadratkilometer vattenytor vilket ger det en sjöprocent på 0,8 procent.